# Embalse de San Fernando
El embalse de San Fernando es un pequeño embalse que se encuentra a la cola del embalse de Santa Teresa y que abastece a los municipios de Cespedosa de Tormes y Santibáñez de Béjar. Está ubicado al sureste de la provincia de Salamanca, en Castilla y León, España. Pertenece a la cuenca hidrográfica del Duero y está construido sobre el río Tormes.
- El embalse tiene una capacidad de 9 hectómetros cúbicos de agua y ocupa unas 50 hectáreas.
- La presa se trata de una presa derivadora de planta ligeramente curva, y con una sección de gravedad aligerada. Su altura máxima desde los cimientos es de unos 20-23 metros de altura, y su longitud de coronación ronda cerca de los 200 metros. La coronación de la presa presentan dos alturas diferentes, que actúan controlando el cauce y caudal del río.
- El embalse, además de contar con una presa, cuenta también con un canal que traslada el agua a la minicentral y también cuenta con una escala para peces.